# レン・バイアス
レナード・ケビン・バイアス（Leonard Kevin Bias, 1963年11月18日 – 1986年6月19日）は、アメリカ合衆国メリーランド州ランドーバー出身のバスケットボール選手。ポジションはスモールフォワード。1986年のNBAドラフトにてボストン・セルティックスに全体2位で指名されたが、コカインのオーバードーズ（過剰摂取）が原因でドラフトの2日後に死去した。プロレベルでプレーしなかった最も優れたバスケットボール選手の1人であるとするスポーツジャーナリストもいる。

## 経歴

### 幼少期
1963年11月18日、レン・バイアスはメリーランド州ランドーヴァーに生まれ、家族や友人には幼少時代のニックネームであるフロスティと呼ばれていた。牧師のグレゴリー・エドモンドは伝記作品の中で、バイアスについて「背が高く、冷静で物静かであり、控えめだった」と語っている。

### 大学時代
地元のノースウェスタン高校(英語版)を卒業してメリーランド大学カレッジパーク校に進学してテラピンズ（大学とバスケットボールチームの愛称）に加入した。1年生時には「未熟で行儀が悪い」との評価であり、2年生時にはマイケル・ジョーダンが在籍するノースカロライナ大学とも対戦している。3年生時にはメリーランド大学をアトランティック・コースト・カンファレンス優勝に導き、カンファレンスの年間最優秀選手に選出され、カレッジ・バスケットボールのオール＝アメリカのセカンドチームに選出された。4年生時には、トップランクに位置づけられるノースカロライナ大学戦で35得点を記録した。このうち7点は残り3分で奪い、4点は延長戦で奪ったものである。年末にはカンファレンスの年間最優秀選手次点に選出され、パトリック・ユーイングやデビッド・ロビンソンなどとともに、オール＝アメリカのファーストチームに選出された。
大学生時のバイアスは素晴らしい跳躍力、物理的な身長、試合を作る能力でバスケットボールファンに感銘を与え、全米でもっとも躍動的な選手のひとりとされた。4年生時には86%ものフリースロー決定率を記録している。最終学年までにNBAの様々なチームのスカウトがバイアスのプレーを観戦し、1986年のNBAドラフト対象選手の中でもっとも完成されたフォワードであると評価された。ボストン・セルティックスのスカウトであるエド・バドガーは、「（シカゴ・ブルズのガードである）マイケル・ジョーダンにもっとも近い選手かもしれない。ジョーダンより良い選手だとは言わないが、バイアスはジョーダンのように爆発的で刺激的な選手だ」と語っている。ジョーダンはバイアスの2学年上であり、ブルズで2シーズン目を迎えていた。

### NBAドラフトと死去
1984年、ボストン・セルティックスの社長兼GMのレッド・アワーバックはシアトル・スーパーソニックスに対してトレードを行い、ジェラルド・ヘンダーソン＋金銭と引き換えにNBAドラフト全体2位指名権を得ていた。1985-86シーズンのセルティックスはラリー・バード、ケビン・マクヘイル、ロバート・パリッシュのビッグ3を擁し、「史上最強のチーム」と謳われていた。1983-84シーズンから3シーズン連続でのNBAファイナル進出を決め、ファイナルではヒューストン・ロケッツを破って2年ぶりの優勝を果たした。
1986年6月17日にニューヨークのマディソン・スクエア・ガーデンで行われた1986年のNBAドラフトで、バイアスはセルティックスに1巡目全体2位で指名された。1巡目全体1位はクリーブランド・キャバリアーズに指名されたブラッド・ドアティであり、1巡目全体8位にはロン・ハーパーが、1巡目全体24位にはアルビダス・サボニスが、2巡目全体25位にはマーク・プライスが、2巡目全体27位にはデニス・ロッドマンが、2巡目全体46位にはジェフ・ホーナセックが、3巡目全体60位にはドラゼン・ペトロビッチが指名されている。ドラフト後、バイアスと家族はメリーランド州郊外の自宅に戻った。6月18日、バイアスと父親は契約の受け入れや調印式などのため、自宅に近いワシントンD.C.からセルティックスの本拠地であるマサチューセッツ州ボストンに飛んだ。バイアスはリーボックのスポーツマーケティング部門と年間160万ドルでの5年契約を結んだ。
ボストンからメリーランド州の自宅に戻ると、バイアスは大学のキャンパスにある選手寮の自室までスポーツカーを運転した。何人かのチームメイトやサッカーチームのメンバーと会食した後、6月19日の午前2時頃にキャンパス外に車を走らせ、3時にワシントン・ホールにある寮に戻って就寝した。バイアスが何人かの友人とコカインを使用したのはキャンパス外に出た時であり、ワシントンD.C.でも有数の違法薬物売買の場であるモンタナ・アベニューで、バイアスら少なくとも2人が乗った車が覆面パトカーに目撃されていた。キャンパスの予定表によれば、バイアスはチームメイトのテリー・ロングとの会話中、6時25分から6時30分の間に発作を起こして倒れた。6時32分には親友のブライアン・トリブルによってプリンスジョージズ郡の救急サービスに救急通報がなされたが、バイアスは意識不明で呼吸がなかった。救急医療チームは最善を尽くしたが、バイアスの心動と呼吸はよみがえらなかった。リヴァーデイル(英語版)にあるリーランド記念病院の救急部門でも懸命な努力がなされたが、8時55分に死亡が確認された。死因はコカインのオーバードーズ（過剰摂取）による心臓突然死だった。彼の死後、コカイン以外の違法薬物やアルコールは検出されなかったことが報じられた。
死去から4日後の6月23日、11,000人以上の人々が追悼のためにテラピンズの活動場所であるコール・フィールド・ハウスを訪れた。彼らの中には、ドラフトの3年以上前からバイアスの動向を追っていたセルティックスのアワーバックも含まれていた。アワーバックは「ジョン・F・ケネディ大統領暗殺以来、ボストンの町がこんなにショックを受けたことはなかった」と述べた。バイアスはメリーランド州スーツランドのリンカーン記念墓地に埋葬された。6月30日、セルティックスはクラブの追悼式でバイアスを称え、使用されることがなかった背番号30のユニフォームを母親のロナイズに捧げた。

### トライアルや死去の影響
1986年7月25日、大陪審はバイアスの親友であるブライアン・トリブルに対し、コカイン所持と配布目的でのコカイン所持についての起訴を言い渡した。テラピンズのチームメイトであるテリー・ロングとデイヴィッド・グレッグもコカインの陽性反応が出て、さらに審議妨害を行ったため、ふたりは7月31日にチームから出場停止処分を受けた。トリブル、ロング、グレッグの3人の被告は無罪答弁を行った。10月20日、検察はトリブルに対する証言と引き換えに、ロングとグレッグに対するすべての告訴を取り下げた。10月30日、大陪審はトリブルに対してさらに3個の起訴を追加した。ひとつは審議妨害の共謀についてであり、他のふたつは審議妨害についてである。10月30日、ルームメイトだったケネス・マーク・フォブズは彼が最後にトリブルを見た時間について、大陪審を欺くために偽証を行った。1987年3月24日、メリーランド州はフォブズに対する偽証罪の告訴を取り下げた。1987年6月3日、バイアス事件に関するトリブルのすべての容疑に対して、陪審員団は無罪を宣告した。
1988年、アメリカ合衆国議会は通称「レン・バイアス法」として知られるアンチ＝ドラッグ法案を可決した。この法案は二大政党によって支持された、より強力な罰則で薬物との戦争（違法薬物削減を目的とした軍事支援を表す用語）を強化したものである。アンチ＝ドラッグ法案に加えて、DAREプログラム（違法薬物乱用に抵抗する教育）が拡大された。2年間の捜査を経た1990年10月、トリブルは麻薬の密売人だったことを認め、アメリカ合衆国政府と協力しておとり捜査に加わった。おとり捜査を行っていた3年間はそのことが公にされず、1993年10月15日に懲役10年1カ月を言い渡された。バイアスの死後、NBAは薬物検査を強化した。セルティックスはビッグ3が解体したこともあり、バイアス死去から長い低迷期に突入した。

### メリーランド大学の対応
バイアスの死を取り巻く状況は、メリーランド大学とその体育部門に騒動を巻き起こした。バイアスは卒業所要単位をすべて彼自身の運動能力によって取得したにもかかわらず、その単位数はわずか21単位だったことが明らかにされた。1986年8月26日、メリーランド州弁護士のアーサー・A・マーシャル・Jr.は、「バイアスの死から数時間のうちに、テラピンズのヘッドコーチであるレフティ・ドリーセル(Lefty Driesell)は『バイアスの寮部屋から違法薬物を除去するように』と選手に伝えていた」と述べた。2日後の8月28日、バイアスの父親のジェイムズはメリーランド大学と特にドリーセルを非難したが、スポーツ推薦学生たちの学問的状況には言及しなかった。その後、全米大学体育協会(NCAA)はバイアス事件の調査を開始した。体育部長のディック・ダルは10月7日に辞任し、17年間テラピンズのコーチを務めたドリーセルも10月29日にダルの後を追った。1987年2月26日、大陪審はバイアス事件についての最終報告書を公表し、メリーランド大学の体育部門および入学事務局およびキャンパス警察を批判した。

## 家族
弟のジェイムズ・スタンリー・"ジェイ"・バイアス3世も将来を嘱望されるバスケットボール選手であり、高校生オールアメリカンに選ばれていたが、1990年12月5日、メリーランド大学から数マイルの距離にあるハイアッツヴィルのショッピングモールの駐車場で銃撃され、20歳で死去した。ジェリー・タイラーとジェラルド・エイランドという2人のギャングが、ジェイと友人2人が乗った車に向かって何度か発砲し、ジェイは背中に2発の銃弾を食らった。ジェイはレンが運び込まれたのと同じ病院で死亡が確認され、リンカーン記念墓地のレンの墓の隣に埋葬された。タイラーとエイランドはともにジェイ・バイアス殺害の容疑で有罪となった。レンとジェイの死後、父親のジェイムズと母親のロナイズは唱導者となった。ジェイムズは拳銃規制の提唱者となり、ロナイズは違法薬物の危険性を訴える講師となった。

## 映像・書籍
2008年のサンダンス映画祭ではカーク・フレイザー(Kirk Fraser)監督によって「Without Bias」というバイアスの伝記作品が公開され、2009年6月19日に劇場公開された。この作品はアメリカン・ブラック・フィルム・フェスティバル(American Black Film Festival)やブラック・リール・アワード(Black Reel Awards)などで最優秀ドキュメンタリー賞を受賞している。2009年11月3日には、ESPNが自社ネットワークの30周年を記念した30 fot 30(30 for 30)の一作品として、「Without Bias」を編集して放送した。
2011年12月にはデイヴ・アングレイディが、GoGrady Mediaから『Born Ready: The Mixed Legacy of Len Bias』という書籍を出版した。過去20年で初めてバイアスについて書かれた書籍であり、死後の20年間に彼が残した遺産を辿っている。